# فهرست پایتخت‌ها در پاکستان
فهرست پایتخت‌ها در پاکستان (انگلیسی: List of capitals in Pakistan) دربردارنده اسامی شهرهای بزرگ و پرجمعیتی است که مرکز حاکمیتی یا قضایی ایالت‌ها و استان‌های کشور پاکستان است.

## پایتخت‌های منطقه‌ای
| زیربخش                  | وضعیت          | پایتخیت   | جمعیت (۱۹۹۸) | جمعیت (تخمین ۲۰۱۱) |
| ----------------------- | -------------- | --------- | ------------ | ------------------ |
| کشمیر آزاد              | استان خودگردان | مظفرآباد  | 725,000      | 960,000            |
| ایالت بلوچستان          | استان          | کویته     | 565,137      | 1,162,222          |
| مناطق قبیله‌ای فدرال     | ناحیه فدرال    |           | 2,746,490    | 4,452,913          |
| گلگت-بلتستان            | استان خودگردان | گلگت      | 216,760      | 548,588            |
| ناحیه پایتختی اسلام‌آباد | ناحیه فدرال    | اسلام‌آباد | 529,180      | 1,151,868          |
| خیبر پختونخوا           | استان          | پیشاور    | 943,645      | 26,896,829         |
| پنجاب (پاکستان)         | استان          | لاهور     | 5,143,495    | 91,379,615         |
| ایالت سند               | استان          | کراچی     | 9,339,023    | 55,245,497         |